# 에어 인디아 FC
에어 인디아 FC(영어: Air India FC)는 마하라슈트라주 뭄바이를 연고로 하는 1952년 아난드 프라자파티(Anand Prajapati)에 의해 창단된 인도 프로 축구 단이다. 에어 인디아 FC는 에어 인디아가 후원하고 뭄바이 축구 리그에서 약간의 성공을 누려왔다. 
1952년에 설립된 에어 인디아 FC는 인도에서 가장 오래된 기관 중 하나이다.

## 역사
에어 인디아 FC는 1980년부터 프리미어 하우드 리그에서 뛰고 있다. 그러다 에어 인디아 FC는 1995년에 내셔널 풋볼 리그(National Football League)에 진출할 자격을 얻었다. 1996년에 이 축구단은 리그에서 6위, 그리고 1997년에 5위를 차지했다. 
에어 인디아 FC는 1998년 2부 리그로 밀려난 뒤 이듬해 1부 리그로 복귀했고 2000년 미국프로미식축구리그에서도 활약했다. 2001년부터 2004년까지 에어 인디아 FC는 2부 리그에서 뛰면서 힘든 시기를 거쳤다. 2005년에 에어 인디아 FC는 내셔널 풋볼 리그 1부 리그에 진출했으며 2007년에는 에어 인디아 FC가 7위를 차지했고 2005년에는 뭄바이 하우드 챔피언이 되었다.
2012년 2월 25일, 모기업 에어 인디아는 리그에서 뛰는 데 필요한 AFC 기준을 충족시킬 계획이 없으며, 따라서 2011-12 I-리그(2011–12 I-League) 시즌이 끝날 때쯤 구단을 접을 수 있다고 발표되었다.

## 선수

### 1군 스쿼드
2020년 7월 13일 기준
참고: FIFA 자격 규정에 따라 소속된 국가대표팀 국기를 표시합니다. 선수는 복수의 FIFA 비회원국 국적을 가지고 있을 수 있습니다.
| 번호 | 포지션 | 국적       | 이름              |
| ---- | ------ | ---------- | ----------------- |
| —    | GK     | 인도       | Ubaid CK          |
| —    | DF     | 인도       | Baldeep Singh     |
| —    | DF     | 인도       | Bhushan Thube     |
| —    | DF     | 인도       | Chanchal Saha     |
| —    | DF     | 나이지리아 | 엠마누엘 아자와   |
| —    | DF     | 인도       | Faisal T          |
| —    | DF     | 인도       | John Dias         |
| —    | DF     | 인도       | Nikunj Khandelwal |
| —    | DF     | 인도       | Prem Kumar        |
| —    | DF     | 인도       | Santosh Koli      |
| —    | DF     | 인도       | Vivek Singh Kaira |

| 번호 | 포지션 | 국적 | 이름              |
| ---- | ------ | ---- | ----------------- |
| —    | MF     | 인도 | Akshay Mistry     |
| —    | MF     | 인도 | Anees Kutty       |
| —    | MF     | 인도 | Hringsolal Thomte |
| —    | MF     | 인도 | Johny Singh       |
| —    | FW     | 인도 | Tanishq Dwivedi   |
| —    | MF     | 인도 | Neil Gaikwad      |
| —    | MF     | 인도 | Sailesh Jadhav    |
| —    | MF     | 인도 | Ummer Farooque    |
| —    | FW     | 인도 | Harold Fernandes  |
| —    | FW     | 인도 | Sudheesh A        |

## 구단 스태프
2013년 3월 2일 기준
| 직위          | 이름              |
| ------------- | ----------------- |
| 코치          | Naushad Moosa     |
| 보조코치      | Anthony Fernandes |
| 골키퍼 코치   | Yusuf Ansari      |
| 선임 관리자   | Joginder Thapa    |
| 미디어 관리자 | Simon D'Souza     |